# Кавельщинское сельское поселение
Каве́льщинское се́льское поселе́ние — упразднённое муниципальное образование в составе Бельского района Тверской области, существовавшее в 2005 — 2022 годах.
Центр поселения — село Кавельщино.

## Географические данные
- Общая площадь: 292,9 км²
- Нахождение: южная часть Бельского района
  - Граничит:
    - на северо-западе — с городом Белый
    - на севере и востоке — с Егорьевским СП
    - на юге — со Смоленской областью, Холм-Жирковский район
    - на западе — с Будинским СП

Основные реки — Обша (по северной границе) и её приток Нача.

## Население
| 2010 | 2011 | 2012 | 2013 | 2014 | 2015 | 2016 |
| ---- | ---- | ---- | ---- | ---- | ---- | ---- |
| 942  | ↘933 | ↘926 | ↘897 | ↘855 | ↘816 | ↘797 |
| 2017 | 2018 | 2019 | 2020 | 2021 |      |      |
| ↘773 | ↘757 | ↘725 | ↘710 | ↘671 |      |      |

По переписи 2002 года — 1163 человека, на 1.01.2008 — 1090 человек.

## Населенные пункты
На территории поселения находятся 32 населённых пункта:
| №  | Населённый пункт | Тип     | Население |
| -- | ---------------- | ------- | --------- |
| 1  | Альшаники        | деревня | 54        |
| 2  | Афонино          | деревня | 6         |
| 3  | Бокачево         | деревня | 147       |
| 4  | Бражники         | деревня | 0         |
| 5  | Булыгино         | деревня | 1         |
| 6  | Быково           | деревня | 0         |
| 7  | Васнево          | деревня | 28        |
| 8  | Городна 1        | деревня | 1         |
| 9  | Городна 2        | деревня | 1         |
| 10 | Демидки          | деревня | 1         |
| 11 | Дубки            | деревня | 1         |
| 12 | Ивашково         | деревня | 7         |
| 13 | Истратово        | деревня |           |
| 14 | Кавельщино       | село    | ↘384      |
| 15 | Комары           | деревня | 196       |
| 16 | Косилово         | деревня | 0         |
| 17 | Лапково          | деревня | 0         |
| 18 | Лубенькино       | деревня | 0         |
| 19 | Макарово         | деревня | 0         |
| 20 | Марьино          | деревня | 0         |
| 21 | Моржово          | деревня | 1         |
| 22 | Петелино         | деревня | 11        |
| 23 | Похомино         | деревня | 0         |
| 24 | Рыжово           | деревня | 0         |
| 25 | Самаки           | деревня | 1         |
| 26 | Скерино          | деревня | 10        |
| 27 | Смольяны         | деревня | ↘1        |
| 28 | Спасс            | деревня | 0         |
| 29 | Струево          | деревня | 1         |
| 30 | Тараканово       | деревня | 1         |
| 31 | Точилино 2-е     | деревня | 1         |
| 32 | Шайтровщина      | деревня | ↘82       |

## История
В 12-14 веках территория поселения входила в Смоленское великое княжество. С 1355 года находится в составе Великого княжества Литовского, после окончательного присоединении к Русскому государству в 1654 году, в Смоленском воеводстве.

С XVIII века территория поселения относилась:
- в 1708—1719 к Смоленской губернии
- в 1719—1726 к Смоленской провинции Рижской губернии
- в 1726—1776 к Смоленской губернии
- в 1776—1796 к Смоленскому наместничеству
- в 1796—1929 к Смоленской губернии, Бельский уезд
- в 1929—1937 к Западной области, Бельский район
- в 1937—1944 к Смоленской области, Бельский район
- в 1944—1957 к Великолукской области, Бельский район
- в 1957—1963 к Калининской области, Бельский район
- в 1963—1965 к Калининской области, Нелидовский район
- в 1965—1990 к Калининской области, Бельский район
- с 1990 к Тверской области, Бельский район.

Кавельщинское сельское поселение образовано в 2005 году, включило в себя территории Шайтровщинского, Кавельщенского и Комаровского сельских округов.
Законом Тверской области от 7 апреля 2022 года № 8-ЗО муниципальное образование было упразднено с включением всех населённых пунктов в состав Бельского муниципального округа.

## Известные люди
- В ныне не существующей деревне Порховцы родился Герой Советского Союза Григорий Максимович Соколов.
- В ныне не существующей деревне Высокое в 1897 году родился  советский военачальник, полковник Никанор Кузьмич Мазеркин.